# いっかくじゅう座V523星
いっかくじゅう座V523星（いっかくじゅうざV523せい）は、いっかくじゅう座の脈動変光星。

## 概要
SRB型の半規則型変光星で、6.96等と7.45等の間を変光する。周期は変光星総合カタログでは45日としているが、アメリカ変光星観測者協会では34.14日としている。双眼鏡で観測可能な比較的明るい変光星だが変光範囲が0.5等にすぎず明るさの変化もわかりにくい星である。いっかくじゅう座V523星が分類されるSRB型は半規則型変光星の中でも周期性の悪い変光をする赤色巨星が分類される型であり、いっかくじゅう座V523星自身も スペクトル型がM5IIIの赤色巨星である。

## 名称
学名はV523 Monocerotis（略称：V523 Mon）、ボン掃天星表での番号はBD-08°1650、ヘンリー・ドレイパーカタログの番号はHD 51725。